# Especies vivientes de Primates del Cono Sur
El Cono Sur es el área más meridional del continente americano que, como una gran península, define el sur del subcontinente de Sudamérica.
En este anexo el área que el mismo comprende es la referida más habitualmente a este concepto, es decir: todas las superficies americanas de la Argentina, Chile, Paraguay, y Uruguay, más la región Sur de Brasil formada por tres estados: Paraná, Río Grande del Sur y Santa Catarina. 

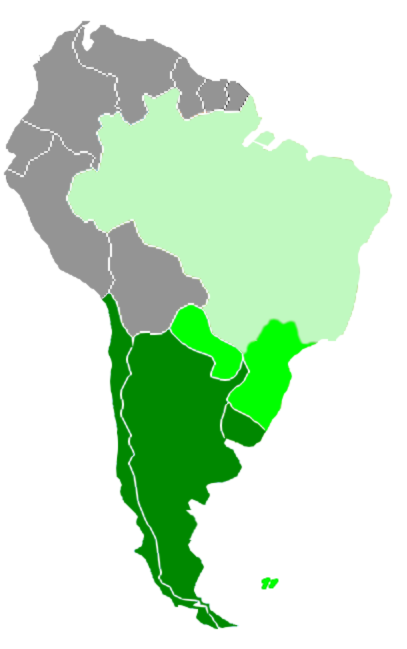
Mapa que enmarca el área del Cono Sur. Verde oscuro: Argentina, Chile, Uruguay; verde Paraguay, Sur de Brasil. En cuanto al verde más claro no indica al Cono Sur sino al resto de Brasil que sólo parcialmente en su extremo sur es parte del Cono Sur.

Los primates (Primates) son el orden de mamíferos al que pertenecen el hombre y sus parientes más cercanos. El orden Primates se divide en dos subórdenes, estrepsirrinos, y haplorrinos, que incluye a los tarseros, los monos, los grandes simios y los humanos. Los platirrinos (Platyrrhini) o monos del nuevo mundo son un parvorden que comprende a las cinco familias de primates nativas de América Central y del Sur: Cebidae, Aotidae, Pitheciidae, Atelidae y Callitrichidae ahora reconocidas. La región neotropical es muy rica en especies de Primates, contando con 19 géneros, y 139 especies, con un total de taxas (especies más subespecies) de 199.
En el Cono Sur se hacen presentes las 5 familias, con un total de 16 taxas y 15 especies, siendo 3 de ellas introducidas.
| País                               | Cebidae           | Callitrichidae     | Atelidae      | Pitheciidae | Aotidae       | Total               |
| ---------------------------------- | ----------------- | ------------------ | ------------- | ----------- | ------------- | ------------------- |
| Argentina                          | 3 (1 introducida) | 1 (introducida)    | 2             | 1           | 1             | 8 (2 introducidas)  |
| sur de Brasil                      | 1                 | 5 (3 introducidas) | 3             | -           | -             | 9 (3 introducidas)  |
| Paraguay                           | 2                 | 1                  | 1             | 2           | 1             | 7                   |
| Uruguay                            | 1 (extinto)       | -                  | 1 (ocasional) | -           | -             | 2                   |
| Chile                              | 1 (extinto)       | -                  | -             | -           | 1 (ocasional) | 3                   |
| Total de especies en cada familia: | 3                 | 6                  | 3             | 2           | 1             | 15 (3 introducidas) |

En el siguiente listado se enumeran las especies vivientes de Primates que se registraron en estado silvestre en la región del Cono Sur, todas ellas son nativas en algunos de los países con territorios en la citada región. Por obvias razones no se incluye en la presente lista a los seres humanos. Se aclara la categorización de «vivientes» pues este artículo excluye a las especies fósiles, las que se agruparon en otro artículo.

## FamiliaCebidaeBonaparte, 1831
Los cébidos (Cebidae) son una familia exclusiva del neotrópico que comprende solo dos géneros con un total de 13 especies. Los dos géneros, con 3 especies se encuentran en el Cono Sur.
La clasificación más reciente coloca otra vez a los callitricidos como una familia aparte, dejando sólo a los capuchinos y a los monos ardilla en esta familia.

## SubfamiliaCebinaeBonaparte, 1831

### GéneroSapajusKerr, 1792
En esta región, el género cuenta con dos especies, las cuales, al temer al agua, se encuentran efectivamente separadas alopátricamente por el río alto Paraná.
- Sapajus cay Spix, 1823

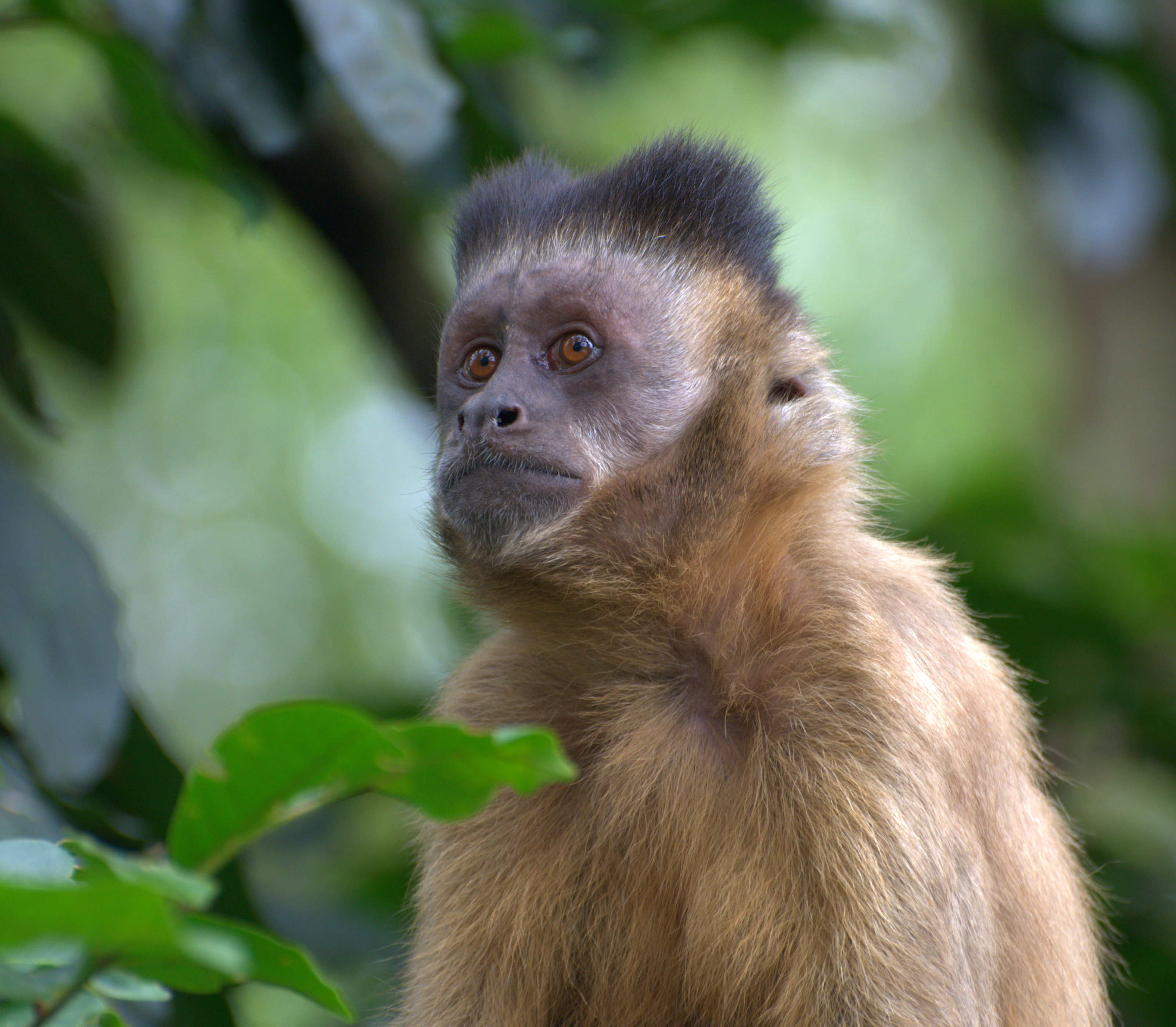
Especie similar al mono caí bayo.

El caí bayo (sinónimos científicos: Cebus apella paraguayanus, Cebus apella kay, Cebus kay, Cebus apella cay, Cebus cay, Cebus paraguayanus, Cebus azarae) presenta en la región dos subespecies; la más occidental es:
Sapajus cay pallidus Grey, 1965 la cual se distribuye por gran parte de Bolivia, el centro del Brasil, y en las selvas de montaña o yungas del noroeste argentino, en las provincias de Jujuy y Salta, estando extinto en la provincia de Tucumán.
Sapajus cay paraguayanus Fisher, 1829 es la otra subespecie, ubicada al oriente de la anterior, en otros biomas y solo unida a la primera en la porción norte de la distribución, estando las poblaciones australes de ambas separadas por 800 km. Esta subespecie habita en el centro del Brasil en el estado de Mato Grosso do Sul, el Paraguay oriental, y pequeños sectores del nordeste de la Argentina; uno de ellos son las selvas en galería del chaco oriental o húmedo en el Parque nacional Río Pilcomayo, de la provincia de Formosa. La población de la isla Apipé en el extremo norte de Corrientes parece estar extinta. Aunque es típico de la Selva Atlántica del interior en el Paraguay oriental, no habita el mismo ambiente en su continuación argentina, en la selva misionera de la provincia de Misiones, pues el río alto Paraná resulta ser una barrera infranqueable, al poseer este género una fuerte aversión al agua, de la cual se aprovechan los zoológicos para mantenerlos cautivos en islas rodeadas por una franja de agua de solo unos pocos metros de ancho. En esa provincia argentina solo habita en una isla del río Paraná: la isla Caraguatay. Tal vez también habite en el extremo oriental de Bolivia.
- Sapajus nigritus (Goldffus, 1809)

El caí oscuro (sinónimos científicos: Cebus vellerosus, Cebus apella vellerosus, Cebus apella nigritus, Cebus frontatus, Cebus caliginosus Elliot, 1910) es típico de la Selva Atlántica del interior, o selva misionera. Habita en todos los estados del sur del Brasil, y en la Argentina, en las selvas de la provincia de Misiones, y del extremo noreste de la provincia de Corrientes, donde parece haberse extinguido. En la época de Félix de Azara la distribución de esta especie en las selvas marginales del río Uruguay incluso llegaba por el sur hasta el nordeste de la provincia de Entre Ríos y el noroeste del Uruguay, aunque rara vez cruza a esta país, pues no es habitual de zonas templadas.

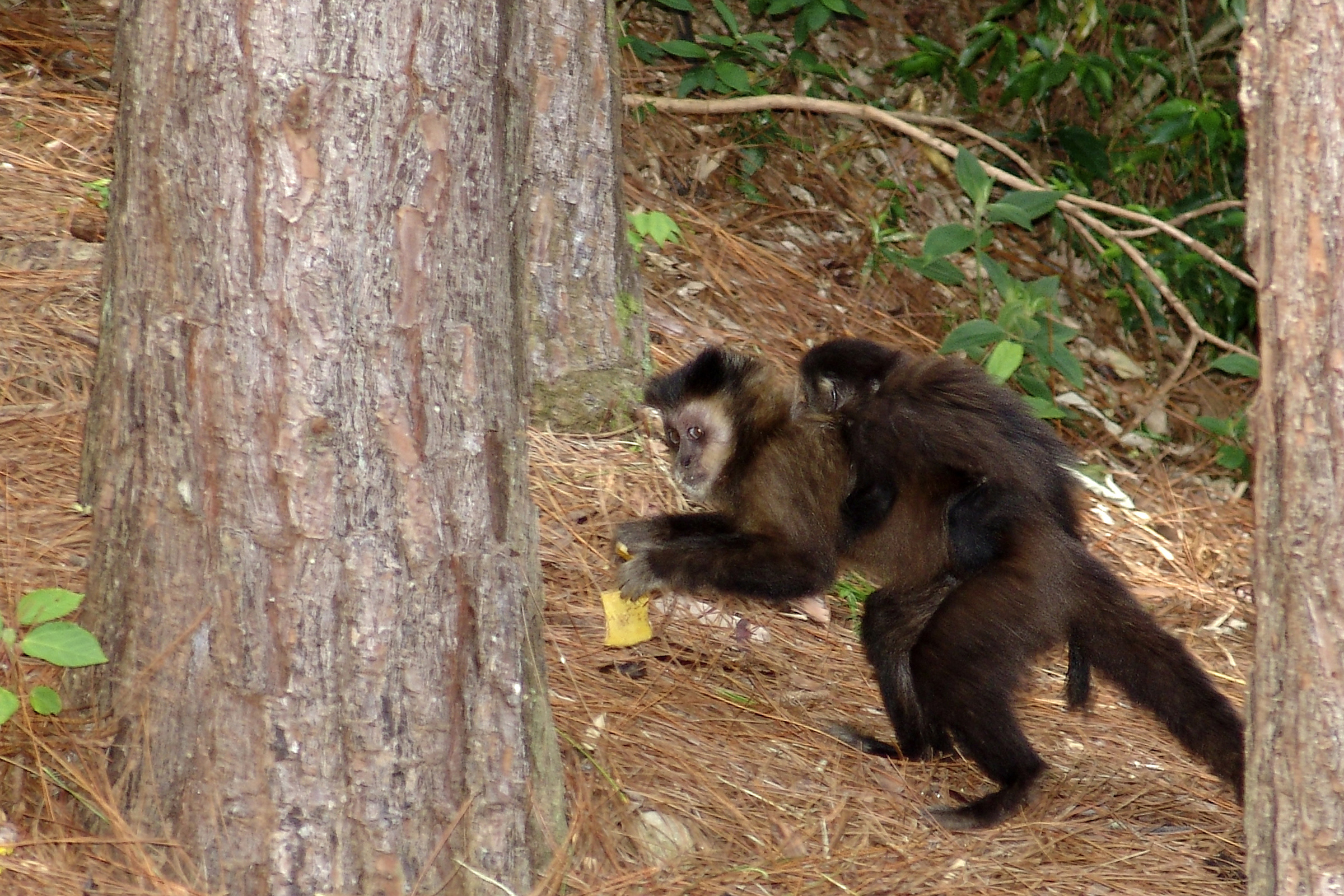
mono caí oscuro.

## SubfamiliaSaimiriinaeMiller, 1912 (1900)
Esta subfamilia cuenta con solo un género, y con 5 especies. De ellas solo una fue reportada en el Cono Sur. 

### GéneroSaimiriVoigt, 1831
- Saimiri boliviensis (I. Geoffroy ad Blainville, 1834)

El saimirí boliviano, con la subespecie Saimiri boliviensis boliviensis, se distribuye en Bolivia y el centro del Brasil. En la Argentina fue detectado como asilvestrado en las selvas del noroeste de la provincia de Corrientes, aunque nunca se reportaron eventos de reproducción en libertad.
 

En la primera mitad del siglo XX saimiríes fueron registrados en el extremo noreste del chaco paraguayo. Nunca más fue reportado del Paraguay un registro de una especie de este género, por lo que, si realmente esta u otra especie de Saimiri habitó allí, hoy estaría extinto.

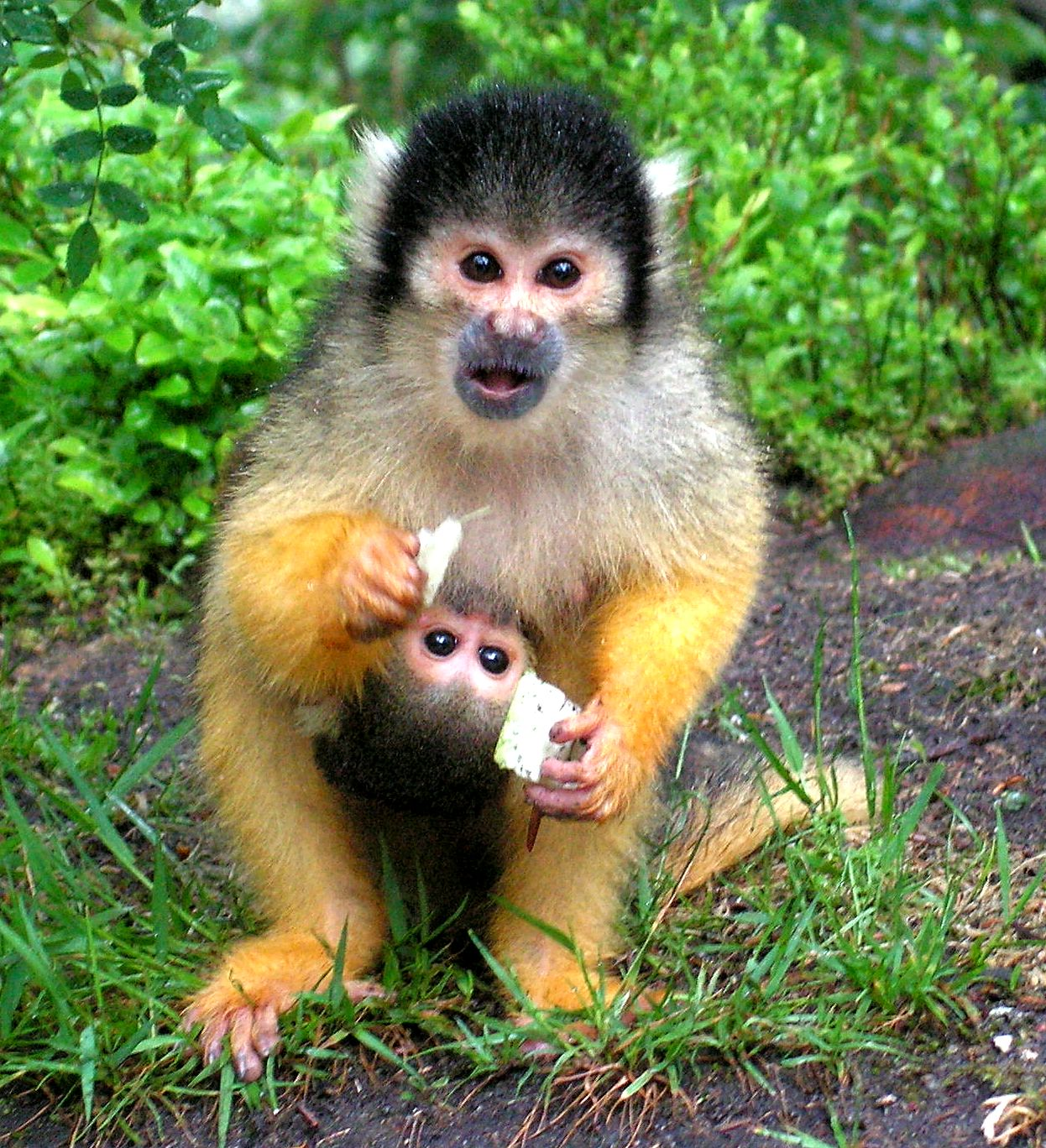
saimirí boliviano.

## Familia CallitrichidaeGray, 1821
Los callitrícidos (Callitrichidae) son una familia exclusiva del neotrópico, que comprende 7 géneros con un total de 42 especies; de ellos, 3 géneros y 6 especies se encuentran en el Cono Sur.
La clasificación más reciente coloca otra vez a los callitricidos como una familia aparte.

## SubfamiliaCallithrichinae

### GéneroLeontopithecusLesson, 1840
Leontopithecus es un género endémico del sudeste del Brasil, el cual agrupa a pequeños simios llamados tití leones. Dos especies se registraron en el Cono Sur, pero una de ellas es solo marginal.
- Leontopithecus caissara Lorini & Persson, 1990

El Mico león de cara negra es un pequeño primate endémico de la Selva Atlántica costera del sudeste del Brasil, en el extremo sudeste del estado de São Paulo, y el nordeste de Paraná. En este último estado habita en el Parque nacional de Superagüi y en el Área de Protección Ambiental de Guaraqueçaba.
- Leontopithecus chrysopygus (Mikan, 1823)

El Mico león negro es un pequeño primate endémico de la Selva Atlántica del sudeste del Brasil, en el estado de São Paulo, entre el río Tieté y la margen derecha del río Paranapanema (donde se encuentra la mayor población de la especie en el Parque Estadual Morro do Diabo), en la frontera con el estado de Paraná (es decir, toca el área que se trata en este artículo), aunque todavía no se han colectado ejemplares en la margen izquierda.

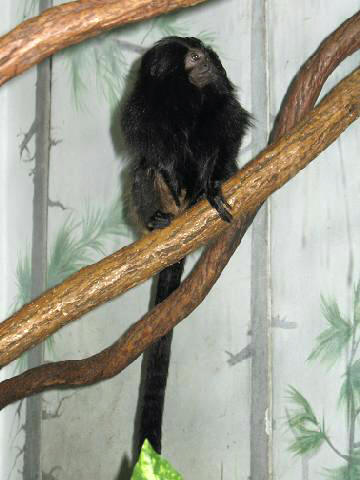
Mico león negro.

### GéneroCallithrixErxleben, 1777
- Callithrix jacchus (Linnaeus, 1758)

El tití de pincel blanco o tití común es un pequeño primate endémico del Brasil.
Se encontraba presente originalmente en los estados de Alagoas, Ceará, Maranhão, Paraíba, Pernambuco, Piauí, Río Grande do Norte, Bahía, y, posiblemente, el noreste de Tocantins.
Habita en bosques de matorrales de la caatinga, en los tramos más norteños de la selva atlántica, en bosques secundarios, y semicaducos, y en selvas en galería.

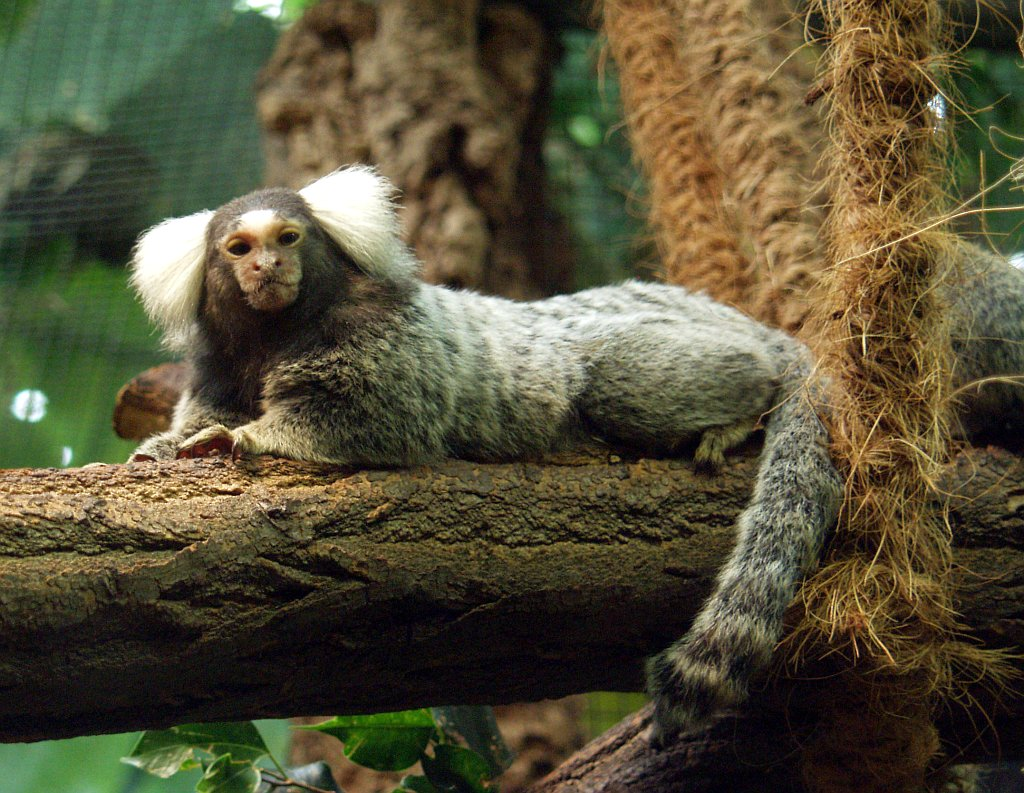
tití de pincel blanco.

Son comúnmente vendidos como mascotas o pets; muchos de estos ejemplares terminan en libertad, intencional o accidentalmente, en regiones donde naturalmente nunca habitaron, en las que suelen establecerse con relativa facilidad al ser resistente, muy adaptable, siendo capaz de sobrevivir en parques y jardines urbanos, o en hábitats muy degradados.
De este modo, cuenta con poblaciones asilvestradas en los estados brasileños de: Sergipe, Bahía, Espírito Santo, Río de Janeiro, São Paulo, Paraná, Santa Catarina, y Río Grande do Sul. En la Argentina, si bien las publicaciones de principios del siglo XX que señalan a esta especie como nativa de las selvas de la provincia de Misiones estaban completamente erradas, ya se detectaron poblaciones asilvestradas allí.
- Callithrix penicillata (Geoffroy, 1812)

El tití de pincel negro es un pequeño primate endémico del Brasil. Se encontraba presente originalmente en los estados de Bahía, Minas Gerais, Tocantins, Goiás, el extremo noreste de Mato Grosso do Sul, el extremo sudoeste de Piauí, Maranhão y el norte de São Paulo, al norte de los ríos Tieté y Piracicaba. En la Argentina, las publicaciones de principios del siglo XX que señalaban a esta especie como nativa de las selvas de la provincia de Misiones estaban completamente erradas. Habita en sabanas (cerrado), bosques semicaducos estacionales, bosques secundarios, y en las selvas en galería.
Son comúnmente vendidos como mascotas o pets; muchos de estos ejemplares terminan en libertad, intencional o accidentalmente, en regiones donde naturalmente nunca habitaron, en las que suelen establecerse con relativa facilidad al ser resistente, muy adaptable, siendo capaz de sobrevivir en parques y jardines urbanos, o en hábitats muy degradados.
De este modo, cuenta con poblaciones asilvestradas en los estados brasileños de Espírito Santo, Río de Janeiro, São Paulo, y Paraná, en este último en los municipios de: Curitiba, São José dos Pinhais, Maringá, Paranaguá, y Cianorte.

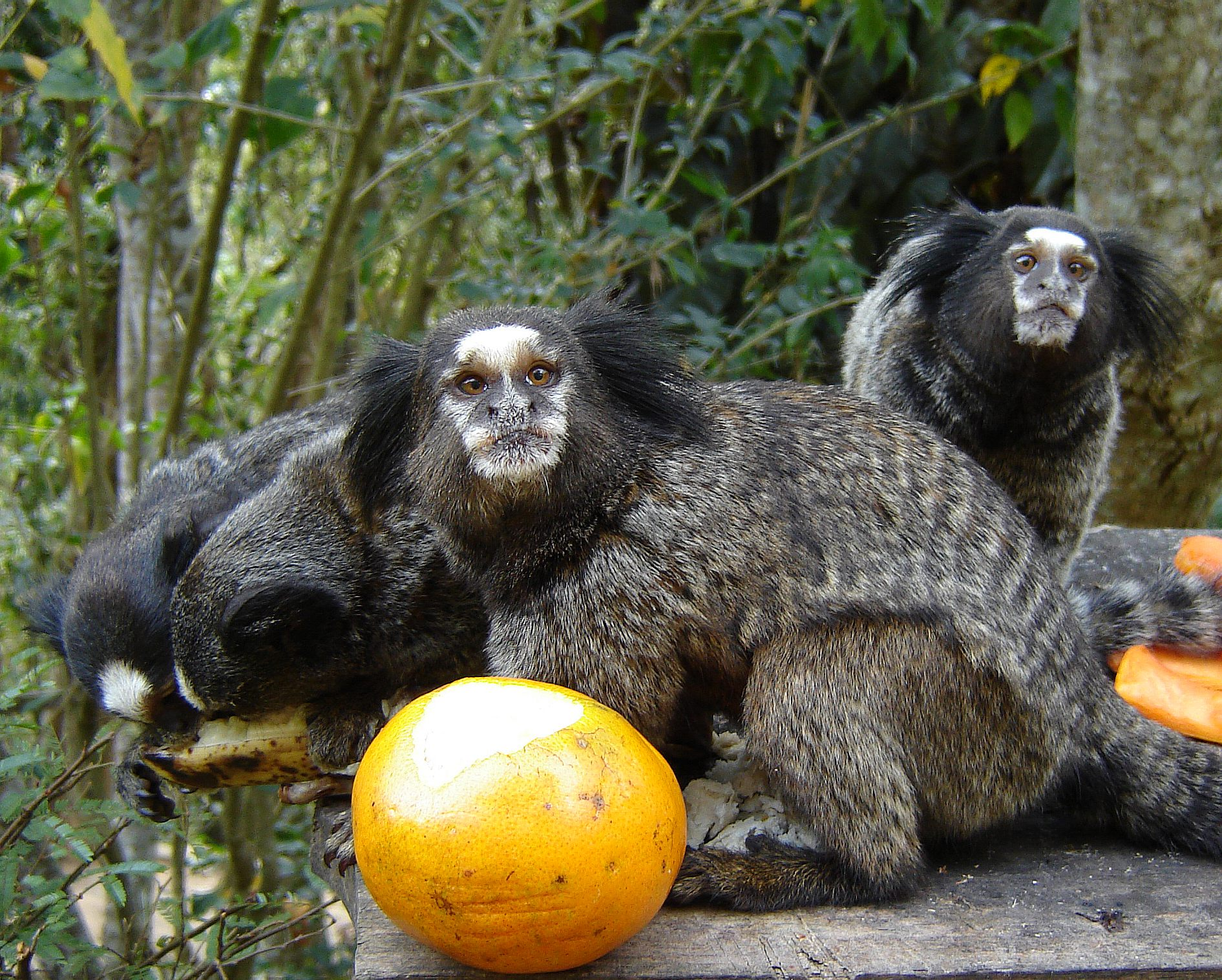
tití de pincel negro.

Así mismo, también se encuentra asilvestrada una población de esta especie en la isla de Santa Catarina en la costa del estado de Santa Catarina. 
- Callithrix geoffroyi (E. Geoffroy in Humboldt, 1812)

El tití de cabeza blanca es un pequeño primate endémico del Brasil. Se encontraba presente originalmente en los estados de Espírito Santo, Minas Gerais, y Río de Janeiro. Una población de esta especie se encuentra asilvestrada en la isla de Santa Catarina en la costa del estado de Santa Catarina. 

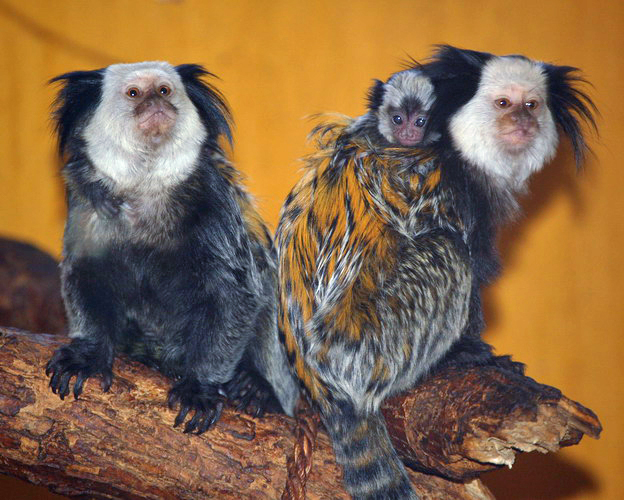
tití de cabeza blanca.

### GéneroMicoLacépède, 1799
Este género está integrado por 14 especies; solo una de ellas habita en el Paraguay.
- Mico melanurus (É. Geoffroy, 1812)

El tití pardo o tití de cola negra (sinónimos científicos: Mico leucomerus Gray, 1846, Mico leukeurin Natterer in Pelzeln, 1883,
Callithrix melanurus, Callithrix argentata melanura) es un pequeño primate del centro de Sudamérica que algunos autores trataban como una subespecie austral del tití plateado o Mico argentatus. Se distribuye por Bolivia, y el centro del Brasil, hasta el norte del chaco paraguayo.

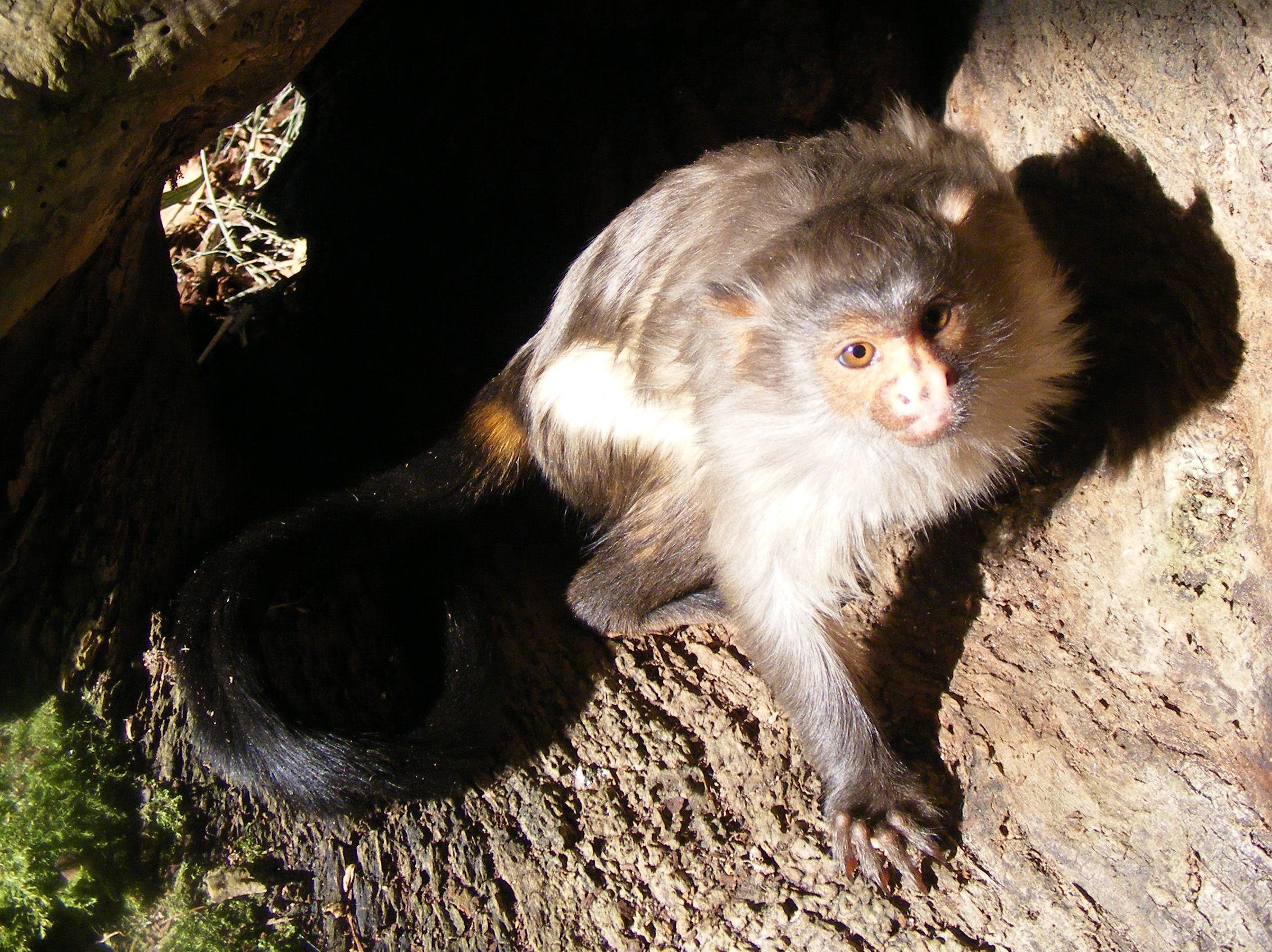
El tití pardo.

## Familia AtelidaeGray, 1825
Los atélidos (Atelidae) son una familia exclusiva del neotrópico, que comprende 5 géneros con un total de 29 especies. Dos géneros y 3 especies se encuentran en el Cono Sur.

## SubfamiliaAlouattinaeTrouessart, 1897 (1825)
Subfamilia con solo un género con 15 especies; dos de ellas en la región.

### GéneroAlouattaLacépède, 1799
- Alouatta caraya (Humboldt, 1812)

El carayá negro o carayá negro y dorado habita en el este de Bolivia, casi todo el Paraguay, el centro y sur del Brasil, y el norte argentino, siendo característico de las selvas en galería del chaco oriental o húmedo en el este de las provincias de Formosa, y Chaco, el nordeste de la provincia de Santa Fe, gran parte de la provincia de Corrientes, así como también se lo encuentra, en bajo número, en la Selva Atlántica del interior, tanto en el Paraguay oriental, como en la provincia de Misiones. La población de la selva pedemontana del norte de la provincia de Salta se habría extinguido.
Abunda especialmente en las selvas de las islas del río Paraná medio y superior. En las grandes inundaciones de este río, algunos ejemplares de esas islas suelen trepar a la vegetación acuática flotante, y son arrastrados aguas abajo hasta localidades de las provincias de Entre Ríos y Buenos Aires, y del sudoeste del Uruguay, en donde también posee un registro accidental del noroeste del país.

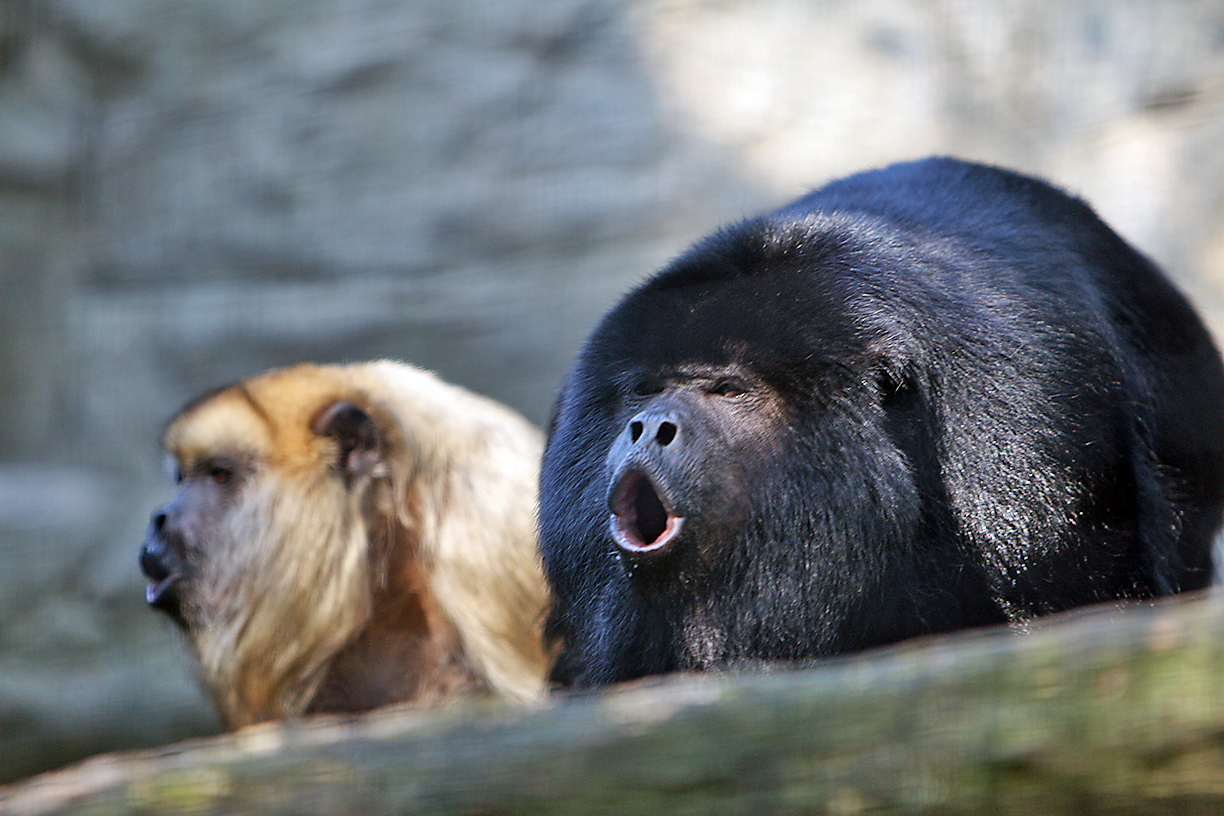
carayá negro.

- Alouatta guariba (Geoffroy Saint-Hilaire, 1812)

El carayá colorado, con su subespecie Alouatta guariba clamitans Cabrera 1940 (sinónimos científicos: Alouatta fusca clamitans, Alouatta clamitans) es típico de la Selva Atlántica del interior, o selva misionera. Habita en todos los estados del sur del Brasil desde el extremo sur de los estados de Río de Janeiro y Minas Gerais, pasando por São Paulo, Paraná, Santa Catarina, hasta el centro de Río Grande del Sur; así como también en la Argentina, en las selvas serranas del este la provincia de Misiones, en especial en las dominadas por el pino paraná.

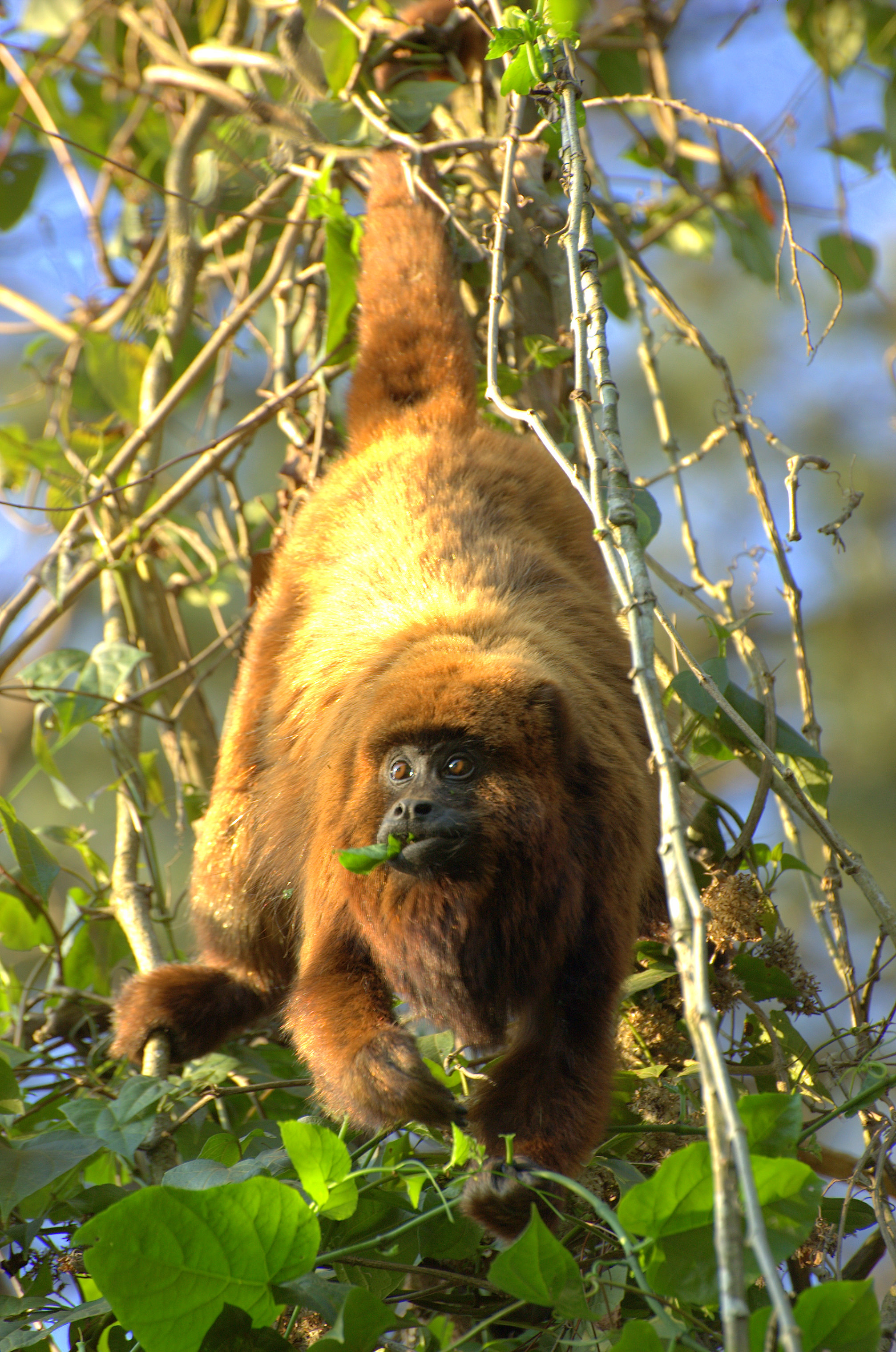
Carayá colorado.

Durante mucho tiempo este taxón era considerado solo una subespecie del taxón más septentrional, la subespecie típica: Alouatta guariba guariba (Geoffroy Saint-Hilaire, 1812) (Alouatta fusca fusca) la cual habita la selva atlántica de la costa brasileña de los estados de Bahía, Espírito Santo, Minas Gerais, y Río de Janeiro. En 2006 fue propuesta la separación específica de ambos taxones, algo que no fue seguido por las siguientes obras, por lo tanto, manteniéndose a ambas como formando subespecies de una misma especie.

## SubfamiliaAtelinaeGray, 1825
Subfamilia con 4 géneros con 14 especies; un solo género con una sola especie habita en la región.

### GéneroBrachyteles(É. Geoffroy, 1806)
- Brachyteles arachnoides (É. Geoffroy, 1806)

El muriqui es un gran primate en grave peligro de extinción, endémico del este del Brasil. Se encuentra presente de los estados de Espírito Santo, Minas Gerais, Río de Janeiro, São Paulo, y Paraná, donde habita en solo tres municipios: en el de Jaguariaíva, en el de Castro, y en el de Guaraqueçaba; solo en este último está resguardada en un área de conservación: en el Área de Protección Ambiental de Guaraqueçaba.

## Familia PitheciidaeMivart, 1865
Los pitécidos (Pitheciidae) son una familia exclusiva del neotrópico, que comprende 4 géneros con un total de 43 especies; de ellas, 2 especies se encuentran en el Cono Sur.

## SubfamiliaCallicebinaePocock, 1925
Subfamilia con solo 1 género con 29 especies; de ellas, 2 especies habitan en la región.

### GéneroCallicebusThomas, 1903
- Callicebus donacophilus (d'Orbigny, 1836)

El tití gris boliviano o sahuí boliviano es un simio de hábitos diurnos que habita en Bolivia, donde su distribución por el sur alcanza a los bosques que se encuentran alrededor de la ciudad de Santa Cruz de la Sierra; también se extiende al este del río Manique en el departamento del Beni, y llega por el norte al Brasil, donde se confirmó su presencia en el sur del estado de Rondonia. Es posible que se extienda un poco más al norte, hasta la sierra de los Pacaás Novos. Prefiere los bosques bajos cercanos a cursos de agua.

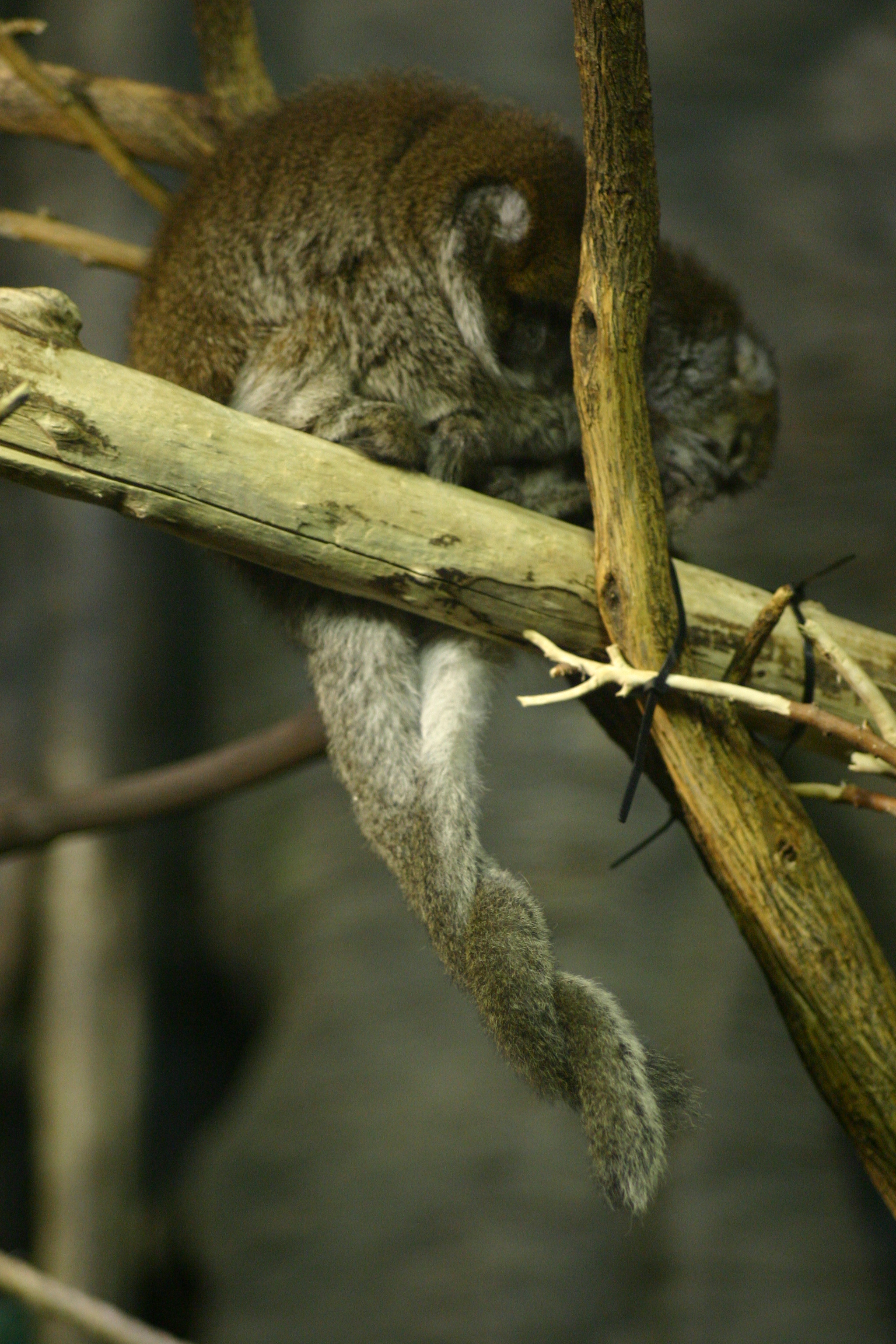
tití gris boliviano.

Fue también citado para el extremo norte del chaco paraguayo (es decir, dentro del área que se trata en este artículo), pero seguramente haya sido una confusión con la especie siguiente, la cual es muy similar.
- Callicebus pallescens Thomas, 1907

El tití gris paraguayo o sahuí paraguayo (Ka'I Ygau en idioma guaraní) es una especie que, hasta finales del siglo XX era tratada solo como una subespecie de la especie anterior (por lo tanto: Callicebus donacophilus pallescens), hoy se las ha separado en dos especies plenas. Habita el este de Bolivia, el centro de Brasil en el sudoeste del estado de Mato Grosso, y el pantanal del oeste de Mato Grosso del Sur, además de todo el chaco paraguayo. Fue también reportada en la Argentina, en la provincia de Formosa, aunque sin colecta de ejemplares que lo certifiquen. 
Esa provincia es lindera al departamento paraguayo de Presidente Hayes, donde allí la especie es habitual, e incluso tiene un registro fotográfico efectuado en la «Estancia Golondrina», a unos 29 km del río Pilcomayo, frontera natural entre ambos países de tan solo 5 m de ancho en ese sector.

## FamiliaAotidaePoche, 1908 (1865)
Los Aótidos (Aotidae) son una familia exclusiva del neotrópico, que comprende 1 solo género con un total de 11 especies; de ellas, una sola especie se encuentra en el Cono Sur. Son los únicos monos nocturnos.

### GéneroAotusIlliger, 1811
- Aotus azarae (Humboldt, 1811)

El mirikiná o mono nocturno posee tres subespecies; dos habitan en el centro de Bolivia, el centro del Brasil, y el sur del Perú; mientras que la tercera subespecie: Aotus azarae azarae (Humboldt, 1811), lo hace en el sudeste de Bolivia, casi todo el chaco paraguayo, y el norte argentino, siendo característico de las selvas en galería del chaco oriental o húmedo en el este de las provincias de Formosa, y Chaco. Un ejemplar de este mono fue coleccionado en la selva pedemontana del este de la provincia de Jujuy. No ha habido más reportes del noroeste argentino, por lo que si realmente habitó una población allí, se ha extinguido.